# 생산자서비스
생산자서비스는 다른 재화나 서비스의 생산 및 유통과정에 투입되는 서비스를 말하며, 주로 금융, 보험, 부동산업이나 회계서비스, 연구개발 등을 의미한다. 부동산 중계업자나 보험설계사, 회계사, 법무사 등을 생산자서비스에 종사하는 직업군으로 볼 수 있으며 이들은 자격증 등을 요하는 전문직들이다. 기업활동을 도와주는 서비스로, 기업과 가까운 곳에 입지하려는 경향이 있다.
미국의 경우 자영업인이 계속적으로 증가하고 있는데 그 중 생산자서비스 부문에 전문 여성들이 많이 진출하는 경향이 있다. 이는 지식기반경제로의 발전을 내포하는 의미를 가진다. 하지만 대한민국은 똑같이 자영업인이 증가하고 있지만 그 구조가 판이하다. 고학력 남성들이 주로 생산자 서비스에 종사하고 고학력 여성의 진출은 미미한 상태이다. 자영업인 중 여성은 단독 자영인의 다수를 구성하고 있지만 주로 저소득의 판매서비스에 치중되어 있다. 일부 자영업주를 제외하고는 다수의 남성들도 퇴직에 의한 불가피한 자영업 종사에 임하고 있다.